# V372 Carinae

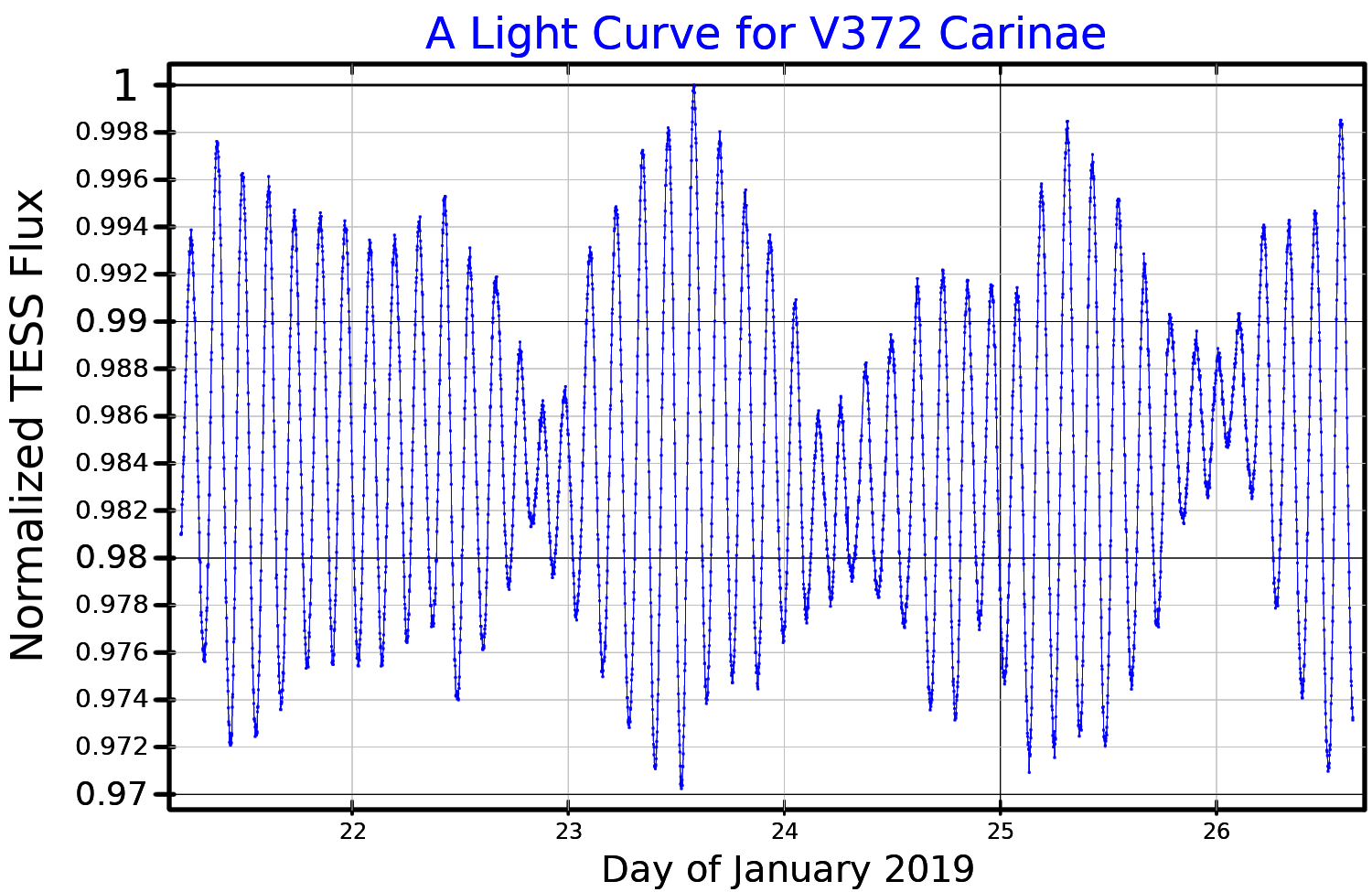
Ljuskurva för V372 Carinae, plottad från TESS-data.

V372 Carinae eller HD 64722, är en ensam stjärna i norra delen av stjärnbilden Kölen. Den har en skenbar magnitud av ca 5,70 och är svagt synlig för blotta ögat där ljusföroreningar ej förekommer. Baserat på parallax enligt Gaia Data Release 2 på ca 2,3 mas, beräknas den befinna sig på ett avstånd på ca 1 410 ljusår (ca 430 parsek) från solen. Den rör sig bort från solen med en heliocentrisk radialhastighet på ca 18 km/s.

## Egenskaper
V372 Carinae är en vit till blå underjättestjärna av spektralklass B1.5 IV, som är en Beta Cephei-variabel. Den har en massa som är ca 10 solmassor, en radie som är ca 8,4 solradier och har ca 1 750 gånger solens utstrålning av energi från dess fotosfär vid en effektiv temperatur av ca 14 100 K.